# RuPaul's Drag Race: Global All Stars
RuPaul's Drag Race Global All Stars es una serie de televisión, que se estrenó el 16 de agosto de 2024.
El 15 de julio de 2024, se anunció el elenco, compuesto por 12 concursantes de varios spin-offs de Drag Race de todo el mundo que competirían por un premio en efectivo de $ 200,000 y un lugar en el "Pabellón Internacional" en el "Salón de la Fama de Drag Race".

## Concursantes
Las edades, los nombres y las ciudades indicadas son al momento de la filmación.
| Participante      | Edad | Ciudad Natal               | TemporadaOriginal    | Posicionamiento Orignal | Eliminación |
| ----------------- | ---- | -------------------------- | -------------------- | ----------------------- | ----------- |
| Alyssa Edwards    | 44   | Dallas, United States      | US season 5          | 6to lugar               | Ganadora    |
| Alyssa Edwards    | 44   | Dallas, United States      | US All Stars 2       | 5to lugar               | Ganadora    |
| Kitty Scott-Claus | 32   | Birmingham, United Kingdom | UK Series 3          | Runner-up               | Runner-up   |
| Kween Kong        | 32   | Adelaide, Australia        | DU season 2          | Runner-up               | Runner-up   |
| Nehellenia        | 33   | Rome, Italy                | Italia season 2      | Runner-up               | Runner-up   |
| Tessa Testicle    | 25   | Basel, Switzerland         | Germany season 1     | 8vo lugar               | 5to Lugar   |
| Vanity Vain       | 31   | Linköping, Sweden          | Sverige season 1     | 3er lugar               | 6to lugar   |
| Pythia            | 28   | Montreal, Canada           | Canada season 2      | Runner-up               | 7mo lugar   |
| Gala Varo         | 34   | Morelia, Mexico            | México season 1      | Runner-up               | 8vo lugar   |
| Soa de Muse       | 31   | Saint-Denis, France        | France season 1      | Runner-up               | 9no lugar   |
| Eva Le Queen      | 35   | Marikina, Philippines      | Philippines season 1 | 3er lugar               | 10mo lugar  |
| Miranda Lebrão    | 34   | Rio de Janeiro, Brazil     | Brasil season 1      | Runner-up               | 11vo lugar  |
| Athena Likis      | 27   | City of Brussels, Belgium  | Belgique season 1    | Runner-up               | 12vo lugar  |

Notas
Nehellenia fue votada como Miss Congeniality en su temporada original
Athena Likis se llamaba Athena Sorgelikis en Drag Race Bélgica temporada 1

## Progreso de las concursantes
| Alyssa Edwards    | WIN   | Guest | HIGH | SAFE | HIGH | SAFE | SAFE | HIGH | HIGH  | WIN  | Guest | Winner   |
| Nehellenia        | Guest | HIGH  | SAFE | HIGH | SAFE | SAFE | HIGH | HIGH | WIN   | HIGH | Guest | Finalist |
| Kitty Scott-Claus | HIGH  | Guest | SAFE | WIN  | HIGH | SAFE | WIN  | WIN  | BTM   | HIGH | Guest | Finalist |
| Kween Kong        | WIN   | Guest | SAFE | HIGH | WIN  | HIGH | SAFE | WIN  | HIGH  | BTM  | Guest | Finalist |
| Tessa Testicle    | Guest | HIGH  | HIGH | SAFE | SAFE | WIN  | LOW  | LOW  | LOW   | ELIM | LOSS  | Guest    |
| Vanity Vain       | Guest | WIN   | SAFE | BTM  | SAFE | LOW  | BTM  | BTM  | ELIM  |      | LOSS  | Guest    |
| Pythia            | Guest | HIGH  | WIN  | LOW  | SAFE | HIGH | HIGH | ELIM | Guest |      | LOSS  | Guest    |
| Gala Varo         | Guest | HIGH  | SAFE | SAFE | BTM  | BTM  | ELIM |      | Guest |      | TOP2  | Guest    |
| Soa de Muse       | HIGH  | Guest | BTM  | SAFE | SAFE | ELIM |      |      | Guest |      | G.L.A | Miss C   |
| Eva Le Queen      | Guest | TOP2  | SAFE | SAFE | ELIM |      |      |      | Guest |      | LOSS  | Guest    |
| Miranda Lebrão    | HIGH  | Guest | LOW  | ELIM |      |      |      |      | Guest |      | LOSS  | Guest    |
| Athena Likis      | HIGH  | Guest | ELIM |      |      |      |      |      | Guest |      | LOSS  | Guest    |

Leyenda:
      La concursante es la ganadora de RuPaul's Drag Race Global All Stars.
      La concursante quedó finalista pero no ganó.
     Las concursante fueron votadas por sus compañeras como Miss Simpatía.
     La participante estuvo entre las 2 en la cima del desafío pero perdió el lip sync.
     La concursante ganó el desafío semanal.
     La concursante recibió críticas positivas y quedó entre las mejores.
     La concursante no recibió críticas y fue declarada a salvo.
     La concursante recibió críticas neutrales y fue declarada a salvo.
     La concursante recibió críticas negativas y quedó entre las peores.
     La concursante quedó nominada para eliminación, teniendo que hacer lip sync para salvarse.
     La concursante fue eliminada.
     La concursante apareció como invitada en el episodio.
     La concursante participo como invitada y su dúo ganó el desafío semanal.
     La concursante eliminada ganó el título de Global Lip Sync Assassin.

## Lip syncs
| Episode      | Top All Stars     | Top All Stars  | Top All Stars                        | Canción                                            | Ganadora       |
| ------------ | ----------------- | -------------- | ------------------------------------ | -------------------------------------------------- | -------------- |
| 1            | Alyssa Edwards    | vs.            | Kween Kong                           | "Only Girl In The World" (Rihanna)                 | Alyssa Edwards |
| 1            | Alyssa Edwards    | vs.            | Kween Kong                           | "Only Girl In The World" (Rihanna)                 | Kween Kong     |
| 2            | Eva Le Queen      | vs.            | Vanity Vain                          | "Paranoia" (Danna, Steve Aoki)                     | Vanity Vain    |
| Episodio     | Concursante       | Concursante    | Concursante                          | Canción                                            | Eliminada      |
| 3            | Athena Likis      | vs.            | Soa de Muse                          | "Bad Idea Right?" (Olivia Rodrigo)                 | Athena Likis   |
| 4            | Miranda Lebrão    | vs.            | Vanity Vain                          | "Spice Up Your Life" (Spice Girls)                 | Miranda Lebrão |
| 5            | Eva Le Queen      | vs.            | Gala Varo                            | "Take On Me" (A-ha)                                | Eva Le Queen   |
| 6            | Gala Varo         | vs.            | Soa de Muse                          | "Bang Bang" (Jessie J, Ariana Grande, Nicki Minaj) | Soa de Muse    |
| 7            | Gala Varo         | vs.            | Vanity Vain                          | Mah Na Mah Na" (The Muppets)                       | Gala Varo      |
| 8            | Pythia            | vs.            | Vanity Vain                          | "I Drove All Night" (Celine Dion)                  | Pythia         |
| 9            | Kitty Scott-Claus | vs.            | Vanity Vain                          | "Believe" (Cher)                                   | Vanity Vain    |
| 10           | Kween Kong        | vs.            | Tessa Testicle                       | "Don't Leave Me This Way" (Thelma Houston)         | Tessa Testicle |
| Episode      | Eliminadas        | Eliminadas     | Eliminadas                           | Canción                                            | Ganadora       |
| 11           |                   |                |                                      |                                                    |                |
| Eva Le Queen | vs.               | Vanity Vain    | "Just What They Want" (RuPaul)       | Eva Le Queen                                       |                |
| Soa de Muse  | vs.               | Tessa Testicle | "A.S.M.R Lover" (RuPaul, Skeltal Ki) | Soa de Muse                                        |                |
| Athena Likis | vs.               | Pythia         | "Jealous of My Boogie" (RuPaul)      | Athena Likis                                       |                |
| Gala Varo    | vs.               | Miranda Lebrão | "Cha Cha Bitch" (RuPaul, AB Soto)    | Gala Varo                                          |                |
| Eva Le Queen | vs.               | Gala Varo      | "Call Me Mother" (RuPaul)            | Gala Varo                                          |                |
| Athena Likis | vs.               | Soa de Muse    | "U Wear It Well" (RuPaul)            | Soa de Muse                                        |                |
| Gala Varo    | vs.               | Soa de Muse    | "The Beginning" (RuPaul)             | Soa de Muse                                        |                |
| Episodio     | Finalistas        | Finalistas     | Finalistas                           | Canción                                            | Ganadora       |
| 12           |                   | vs.            |                                      |                                                    |                |

Leyenda :
     Ganó el lip sync y ganó el desafío.
     Eliminada después de su primera vez en el 'bottom'.
     Eliminada después de su segunda vez en el 'bottom'.
     Eliminada después de su tercera vez en el 'bottom'.
     Eliminada después de su cuarta vez en el 'bottom'.
     Ganó la primera ronda del Global Lip-Sync LaLaPaRuZa y avanzó a la siguiente ronda.
     Ganó la segunda ronda del Global Lip-Sync LaLaPaRuZa y avanzó a la ronda final.
     Ganó la ronda final del Global Lip-Sync LaLaPaRuZa y fue declarada Global Lip Sync Assassin.

## Jueces invitados
El 1 de agosto se revelaron los jueces invitados famosos de esta temporada: 
- Adriana Lima, modelo brasileña
- Danna, cantante, modelo y actriz mexicana
- Matt Rogers, comediante, actor, escritor, podcaster, presentador de televisión y artista discográfico estadounidense
- Ross Mathews, presentador de televisión estadounidense y personalidad y juez de RuPaul's Drag Race
- Carson Kressley, personalidad televisiva estadounidense, actor, diseñador y juez de RuPaul's Drag Race
- Jasmine Tookes, modelo estadounidense
- Javier Ambrossi, actor, director de teatro, cine y televisión, guionista y juez español de Drag Race España
- Javier Calvo, actor, director de teatro, cine y televisión, guionista y juez español de Drag Race España
- Ariadna Gutiérrez-Arévalo, actriz, modelo y concursante de belleza colombiana que fue coronada Señorita Colombia 2014
- Dianne Brill, diseñadora de moda estadounidense, modelo, autora, ex club kid y jueza de Drag Race Alemania
- Graham Norton, comediante, actor, autor, presentador de televisión y juez irlandés de RuPaul's Drag Race UK
- Ts Madison, personalidad de la telerrealidad estadounidense, actriz y jueza de RuPaul's Drag Race

### Invitados especiales
Invitados que aparecieron en episodios, pero no juzgaron en el escenario principal.
Episodio 6
- Claudia "Norvina" Soare, presidenta de Anastasia Beverly Hills